# Auvers, Manche

Auvers este o comună în departamentul Manche, Franța. În 1 ianuarie 2022 avea o populație de 689 de locuitori.